# Platanthera leucophaea
Platanthera leucophaea är en orkidéart som först beskrevs av Thomas Nuttall, och fick sitt nu gällande namn av John Lindley. Platanthera leucophaea ingår i släktet nattvioler, och familjen orkidéer. Inga underarter finns listade i Catalogue of Life.

## Bildgalleri

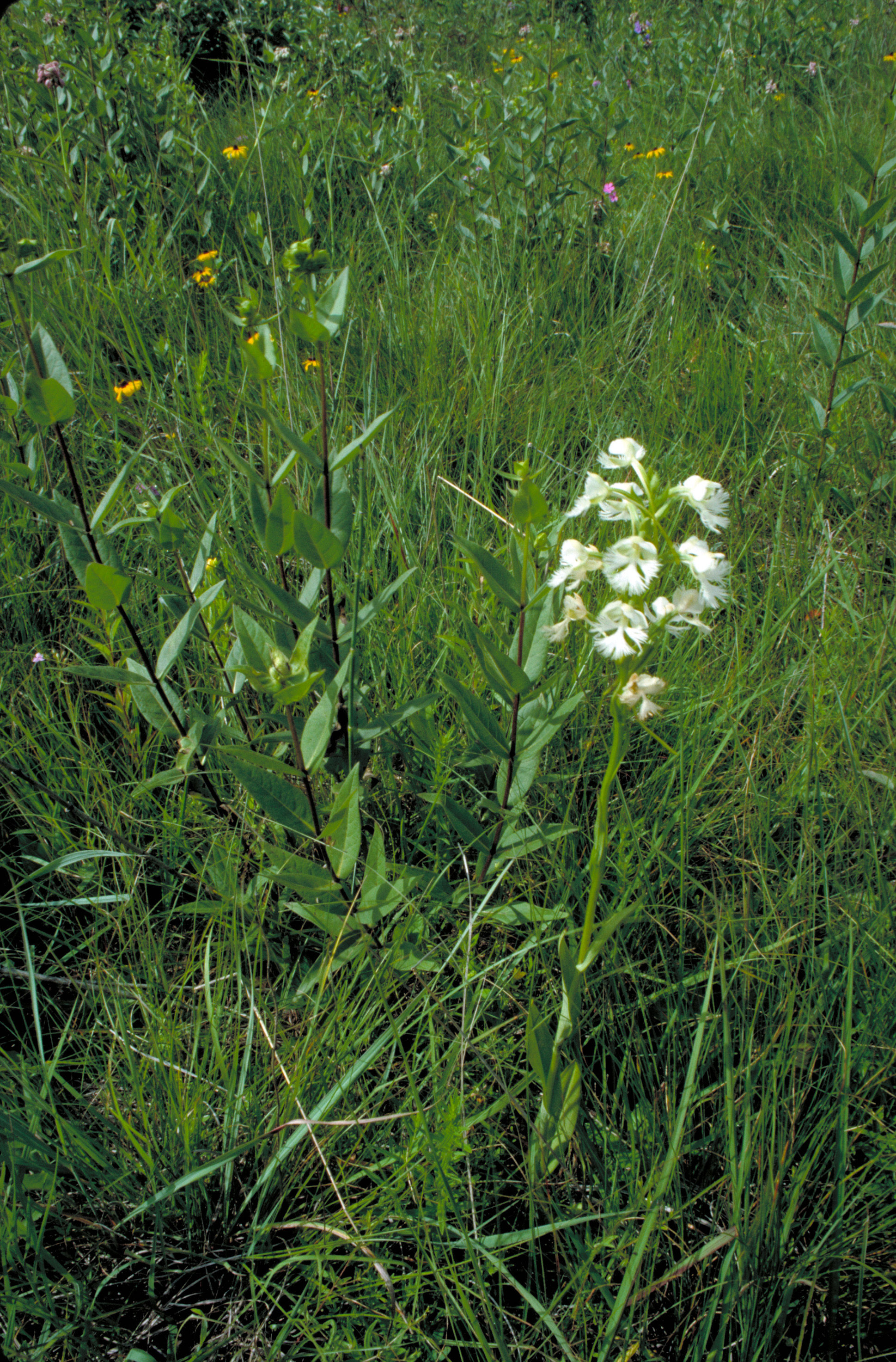